# Aesma Daeva
Aesma Daeva — симфоник-метал-группа из США, образованная в 1998 году. Название группы представляет собой имя зороастрийского демона гнева и ярости (Аешма).

## История
Музыкальный коллектив Aesma Daeva был образован в 1998 году после встречи Джона Прассанса и Н. Коперникуса в одном из клубов на основе общих музыкальных пристрастий (электронная музыка и старые металлические группы). Впоследствии Прассас записал несколько композиций с женским вокалом и принёс Н. Коперникусу и с того момента они начали работать совместно. В 1999 году выходит концептуальный дебютный альбом Here Lies One Whose Name Was Written In Water, посвящённый жизни и творчеству поэтов прошлых веков.

## Состав
- Джон Прассас — гитара, клавишные, аранжировки, композитор
- Tim Klatt — ударные (в настоящее время)
- Лори Льюис — сопрано
- Chris Quinn — бас
- Earl Root — гитара
- Ребекка Кордс (первоначально пела в церковном хоре, затем обучалась в музыкальной школе профессиональному вокалу. Участвовала в нескольких хорах, а также пела на свадьбах) — вокал
- Н. Коперникус — продюсер, программирование

Позднее вокальные партии исполняла профессиональная оперная певица Мелисса Ферлаак (сопрано), позже и её сменила Лори Льюис.

## Дискография
- 1999 — Here Lies One Whose Name Was Written In Water[2]
- 2001 — The Eros Of Frigid Beauty[3][4][5]
- 2003 — The New Athens Ethos[6]
- 2007 — Dawn of The New Athens[7]
- 2008 — The Thalassa Mixes (мини-альбом)